# 安庆站
安庆站是安庆铁路和宁安客运专线的终点站，位于中華人民共和國安徽省安庆市宜秀区，隶属于上海局集团合肥车务段，站内及宁安客专上行线至安庆北站区间已电气化。目前客运：办理旅客乘降；行李、包裹托运；货运仅办理专用线、专用铁路货运作业。

## 历史

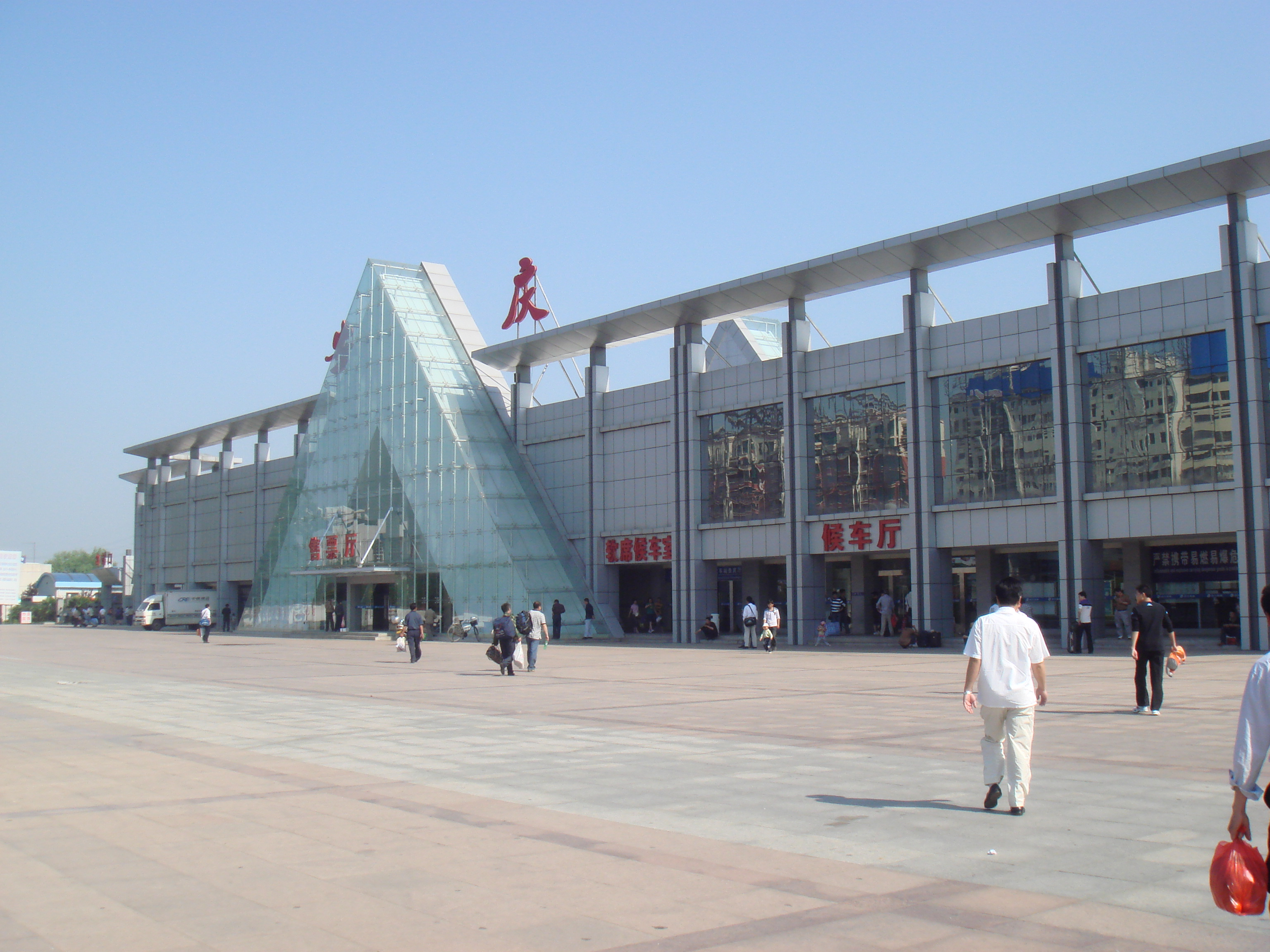
安庆站旧站房（2009年5月）

安庆站站房于1994年开工，东西宽144.5米、建筑面积3770平方米，外立面呈A字型，被白色面砖和白铝合金蓝色玻璃覆盖；屋面则分别为钢筋棍凝土及球型网架预制板结构:185。
1995年10月1日车站随合九铁路支线安庆铁路投入运营，由合九铁路公司安庆车务段管理。当时车站仅开通本线列车服务，每日开行至合肥西站的302次和至蚌埠的637/8次列车。列车首发仪式在安庆火车站举行，安徽省、合九公司、安庆市数名党政领导出席开通仪式。1996年通往江边码头和安庆大电厂的下河线开工，同年10月1日开办直通货物业务。
安庆站于1997年和1998年分别开行至上海和九江的列车:197:173。1999年4月又开行至北京西的427/8次长途列车。2000年9月1日，安庆站开始实施微机售票，同年增开至合肥西的5092/5091次列车，2002年10月升级为空调城际列车。
2004年12月20日车站至安庆大电厂和江边码头（马窝港）的专用线建成通车:84。
2012年安庆市当地政府应宁安客运专线通车后既有设施难以应付客流，决定重建车站站房和站前广场。2014年5月23日为配合施工，原安庆站老站房停止使用并被拆除。施工方在车站改造期间于车站广场西侧建设一个临时站房供旅客购票和候车。
安庆站新站房于2015年12月3日启用，同月6日宁安客运专线正式投入运营，安庆进入“高铁时代”。
2020年12月22日京港高铁合肥至安庆段开通运营，本站通过联络线与京港高铁正线联通。
安庆站在建站初期由合九铁路公司安庆车务段管理。1999年7月合九公司撤销桐城车务段，高河埠（现怀宁站）以南至濯港8个车站划归安庆车务段管理。2002年7月1日安庆车务段被并入合九铁路行车事业部（2008年更名为合九车务段），2009年5月13日合九车务段被上海铁路局编入合肥车务段:248:102，车站因此由合肥车务段管理至今。

## 车站结构

### 站房
安庆站目前使用的站房于2015年12月启用，面积20000平方米。站房外立面设计以黄梅戏中的“水袖”为意向，同时利用玻璃幕墙上竖向格栅以体现徽派建筑特色。售票处位于站房东侧，设有8个人工售票窗口和8台自动售票机。进站口和候车室位于站房中部，设有共设有2000个座位。其中一层候车室面积4500平方米，设有1200个座位；二层候车室面积4000平方米，设有800个座位。行包房位于站房西侧。

### 站场

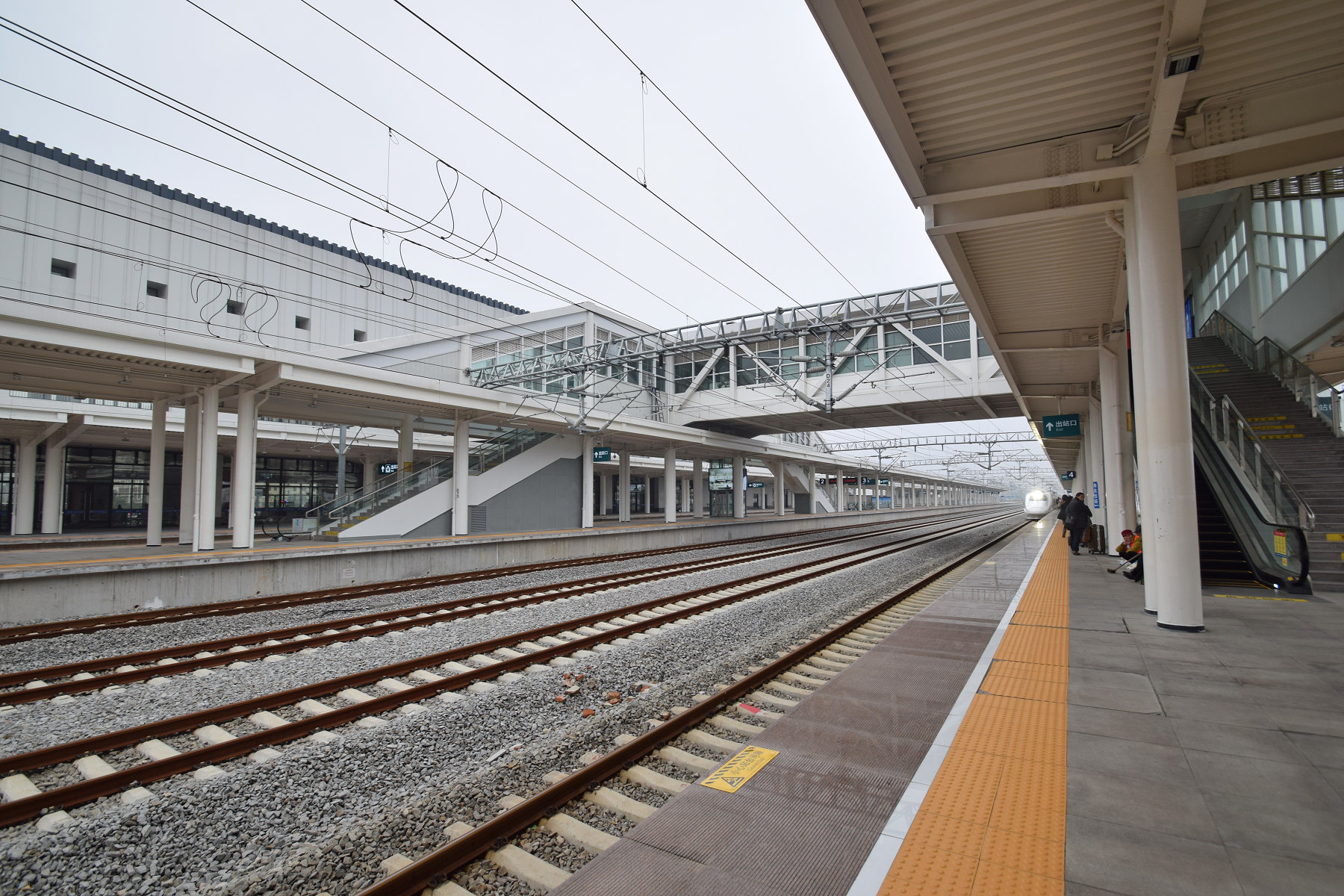
安庆火车站站台

安庆站站场设有5条到发线、2条正线、1座侧式站台和2座中间站台。站房和站场通过一座进站天桥、一条出站地道和一座行包地道连接。车站设有通往皖江发电安庆电厂的专用线，主要运送货品为煤炭。
| 1F | 5站台    | 宁安客运专线 列车          |
| 1F | 岛式站台 |                            |
| 1F | 4站台    | 宁安、合安九客运专线 列车  |
| 1F | 通过线   | 宁安客运专线上行列车通过线 |
| 1F | 通过线   | 宁安客运专线下行列车通过线 |
| 1F | 3站台    | 宁安、合安九客运专线 列车  |
| 1F | 岛式站台 |                            |
| 1F | 2站台    | 宁安、合安九客运专线 列车  |
| 1F | 1站台    | 宁安、合安九客运专线 列车  |
| 1F | 侧式站台 |                            |
| 1F | 站房     | 进站口、售票、候车、检票口 |

## 旅客列车目的地
安庆站目前每日开行41对列车，全部为始发动车组列车，其中上海及上海虹桥方向12.5对、合肥南12对、南京南7.5对，另有始发往北京南、石家庄、西安北、温州南、界首南、阜阳西方向的列车。安庆站曾经有始发往西安、北京西、合肥等方向的普速列车，至西安的K706/707、K708/705次列车于2017年12月停运，至北京西的K1071/1072次列车则在2019年12月30日调图后不再由安庆站始发。
部分安庆站始发的动车组列车于安庆北站附近的南京动车段安庆动车存车场整备，由原合九铁路客整所改建而成。
| 列车所属路局 | 车次                                                   | 目的地   |
| ------------ | ------------------------------------------------------ | -------- |
| 上海局集团   | G2568                                                  | 北京南   |
| 上海局集团   | G7074、G7078、G7082、G7086、G7090、G7094               | 上海     |
| 上海局集团   | G7134、G7138、G7142、G7146                             | 上海虹桥 |
| 上海局集团   | G7594                                                  | 溫州南   |
| 上海局集团   | G7722、G7724                                           | 界首南   |
| 上海局集团   | G7742                                                  | 亳州南   |
| 上海局集团   | G7742                                                  | 阜阳西   |
| 上海局集团   | D5602、D5604、D5606、D5608、D5610                      | 南京南   |
| 上海局集团   | D5652、D5654、D5656、D5658、D5660、D5662、D5664、D5666 | 合肥南   |

## 事件
2003年春节至2005年春节期间，原安庆站站长龙硕利用职务便利为火车票代售点有关人员从安庆站特批购买团体火车票，共收受祖某等人现金共计15.5万元人民币。2005年9月24日龙硕因犯受贿罪被安徽蚌埠铁路运输法院判处有期徒刑6年，同时没收犯罪所得并处罚款6.6万元人民币。